# Energhiia

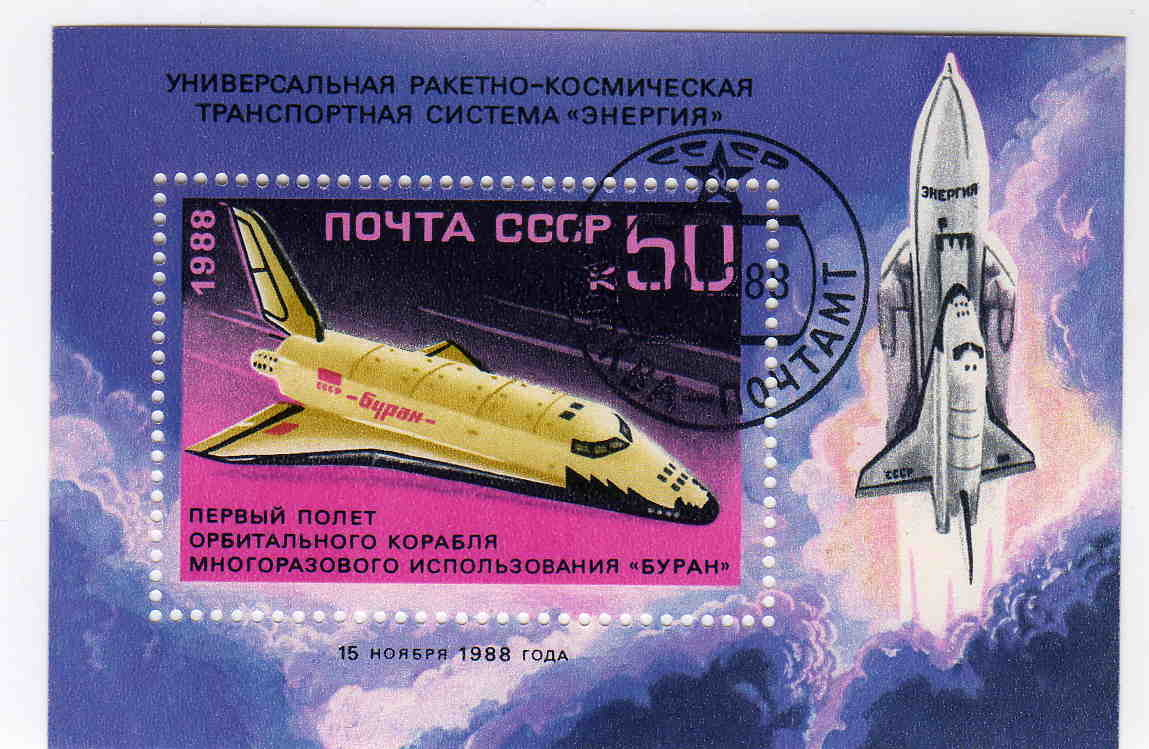
Bloc poștal emis de serviciul poștal al URSS la sfârșitul anului 1988 pentru a comemora primul zbor al navei spațiale Buran

Racheta Energhia (în rusă Энергия, adică Energie) a fost o rachetă spațială sovietică proiectată de NPO Energhia pentru a servi ca lansator pentru încărcături foarte grele precum și ca rachetă purtătoare pentru naveta spațială Buran.
La momentul lansării, acesta s-a dovedit a fi unul dintre cele mai puternice lansatoare din lume, alături de Saturn-5 și N-1, depășind semnificativ capacitățile lansatoarelor aflate în funcțiune la acea vreme.
Acest vehicul de lansare a făcut parte din sistemul sovietic de transport spațial reutilizabil „Energia-Buran”. În contrast cu naveta spațială americană similară, Energia a fost conceput să poată fi utilizat în mod autonom pentru a livra încărcături de masă și dimensiuni mari în spațiul apropiat Pământului, pe Lună, pe planetele din sistemul solar și, de asemenea, pentru misiuni cu echipaj uman. Crearea acestuia a fost strâns legată de planurile sovietice de explorare spațială industrială și militară extinse.
Designul său consta într-un sistem cu două etape, având patru unități ale primei etape dispuse lateral în jurul unității centrale a celei de-a doua etape. A fost prima dată când s-a utilizat în Uniunea Sovietică un propulsor criogenic (hidrogen în a doua etapă). Încărcătura utilă era montată pe suprafața laterală a celei de-a doua etape. Una dintre caracteristicile structurale notabile a fost principiul de dispunere bloc-modular, care a permis crearea de lansatoare medii și grele cu o capacitate de încărcare utilă între 10 și 200 de tone, bazându-se pe unitățile primei și celei de-a doua etape. 
Având în vedere planurile de a utiliza Energia pentru zborurile cu echipaj uman, racheta a fost concepută cu diverse metode de îmbunătățire a fiabilității, supraviețuirii și siguranței, precum redundanța de 3 și 4 ori a sistemelor critice și capacitatea de zbor controlat în cazul defectării unuia dintre motoare în orice punct al traiectoriei. De asemenea, a fost echipată cu un sistem de control și verificare modernizat testat în condiții de luptă.

## Istoria proiectului
Energia a fost concepută ca o rachetă universală avansată pentru a îndeplini diverse sarcini, printre care:
- Lansator pentru naveta spațială Buran: Energia a fost proiectată și utilizată ca vehicul de lansare pentru naveta spațială Buran, care era o versiune similară a navetei spațiale americane.
- Lansator pentru expediții cu și fără echipaj uman către Lună și Marte: Energia a fost planificată să servească drept mijloc de lansare pentru misiuni spațiale cu echipaj uman sau fără echipaj către Lună și Marte. Capacitatea sa puternică de încărcare utilă ar fi permis transportul echipamentelor și proviziilor necesare pentru astfel de expediții.
- Lansator pentru stațiile orbitale de nouă generație: Energia era destinată să fie utilizată pentru lansarea stațiilor orbitale avansate de nouă generație. Aceste stații ar fi putut servi ca platforme de cercetare și bază pentru experimente științifice și activități spațiale pe termen lung.
- Lansator pentru platforme de sateliți geostaționari super-încărcați: Capacitatea sa ridicată de încărcare utilă ar fi permis lansarea de sateliți geostaționari grei și super-încărcați, care ar fi furnizat servicii de comunicații și observații avansate.
- Lansator pentru încărcături militare grele: Energia ar fi putut fi utilizată și pentru lansarea de încărcături militare grele, având capacitatea de a transporta echipamente și sisteme de apărare pe orbită sau în spațiul cosmic.

Lucrările la programul Energia-Buran au început în 1976, imediat după încheierea programului N-1. În 1982, B.I. Gubanov a devenit proiectant șef al programului, supervizând dezvoltarea și implementarea acestuia.
Principalul proiectant al rachetei a fost Asociația de cercetare și producție Energia, cu sediul în apropiere de Moscova. Producția efectivă a avut loc la uzina Progress din Kuibyshev. În ceea ce privește sistemul de control, acesta a fost dezvoltat de NPO Elektropribor din Harkov.
Primul transport al pieselor componente ale unității centrale Energia de la Kuibyshev la Zhukovsky a avut loc în octombrie 1980, pe calea apei. Șlepul care transporta piesele a trecut sub podul de cale ferată peste râul Samarka, având un spațiu liber de doar 0,5 metri între încărcătură și pod. Pe 1 noiembrie 1980, încărcătura a ajuns la debarcaderul din Kratovo, Zhukovsky. Începând din ianuarie 1981, au fost efectuate teste de zbor ale avionului-transportor VM-T special conceput pentru a transporta această încărcătură la aerodromul Institutului de cercetare a zborurilor (Ramenskoye). În 1982-1983, au mai fost expediate alte părți ale unității centrale Energia în același mod, iar testele avionului au continuat.
Începând cu anul 1984, părți ale motorului principal al rachetei au fost transportate direct de la aerodromul Bezymyanka din Kuibyshev la cosmodromul Baikonur, utilizând avionul VM-T. La cosmodrom, racheta a fost asamblată și pregătită pentru lansare pe rampa 112, care era afiliată uzinei Progress.
Livarea unor părți ale unității centrale Energia cu avioane VM-T a fost o soluție temporară. Pe viitor, s-a planificat ca unitatea centrală să fie transportată asamblată, utilizând avioanele An-225, de la Kuibyshev la Baikonur.

### Lansări
Au fost efectuate doar două lansări ale rachetei Energia:
- Pe 15 mai 1987, a avut loc prima lansare. Aceasta a fost o lansare cu o încărcătură utilă experimentală care consta în satelitul Polus, care era o machetă de masă a platformei laser orbitale Skif-DM. Din păcate, satelitul nu a fost plasat pe orbită din cauza unei defecțiuni a sistemului de control al atitudinii navei spațiale.

- La 15 noiembrie 1988, a avut loc a doua lansare. Această lansare a fost parte a complexului MTKK „Buran”, în care naveta spațială Buran a fost lansată folosind racheta Energia.[4]

Un număr mare de reprezentanți ai diferitelor întreprinderi spațiale și de rachete, precum și unități militare din URSS, au fost implicați în desfășurarea acestor lansări.

### Închiderea programului
La începutul anilor 1990, programul Energia-Buran a fost suspendat și ulterior oprit în 1993. În acel moment, existau cel puțin cinci vehicule de lansare Energia în diferite stadii de pregătire la cosmodromul Baikonur. Două dintre acestea, care erau proprietatea Kazahstanului, au fost depozitate în stare neîncărcată la Baikonur până în 2002, când au fost distruse în urma prăbușirii acoperișului clădirii de asamblare și testare de pe platforma 112. Celelalte trei vehicule de lansare se aflau în diferite stadii de construcție la NPO Energia (acum RSC Energia), dar au fost distruse odată cu închiderea programului. Corpurile rachetelor deja realizate au fost fie tăiate, fie aruncate în curtea din spate a instalației și au rămas acolo până în prezent.
Cu toate acestea, tehnologia dezvoltată pentru racheta Energia este încă utilizată în zilele noastre. De exemplu, motorul RD-170, care este motorul cu combustibil lichid cel mai puternic din istoria cosmonauticii și a fost folosit în Energia, este încă în uz sub denumirea RD-171. Acest motor este utilizat în prima etapă a lansatorului Zenit, inclusiv în proiectul Sea Launch. De asemenea, motorul RD-180, care este o variantă a jumătății de motor RD-171, este utilizat în racheta americană Atlas 5. Există și o versiune mai mică a acestui motor, RD-191, cu o singură cameră, care este folosit în noua rachetă avansată Angara a Rusiei.
La aniversarea a 20 de ani de la prima lansare a Energiei, în mai 2007, s-a exprimat opinia că ar fi posibilă reînvierea programului cu fondurile și resursele industriei spațiale rusești moderne. 
În august 2016, mass-media a raportat că Agenția Federală Spațială Rusă a început proiectarea unei noi rachete de clasă super-pesată, care ar urma să fie construită utilizând resursele și tehnologia programului Energia-Buran, în special motoarele RD-171. Cu toate acestea, în mai 2017, RSC Energia a declarat că dezvoltarea unei noi rachete super-grele ar fi de 1,5 ori mai ieftină decât replicarea directă a RSC Energia.
La 13 decembrie 2018, o sursă din industria spațială și a rachetelor a dezvăluit presei că Roscosmos pregătește un proiect pentru dezvoltarea unei rachete super-grele și a unei misiuni circumlunare fără echipaj uman. Cu toate acestea, restabilirea producției rachetei Energia dezvoltate acum 30-40 de ani este aproape imposibilă, deoarece cooperarea între întreprinderi s-a deteriorat, unele soluții tehnice au fost pierdute, iar altele sunt depășite. 

## Variante prevăzute
Pe lângă versiunea de bază, au fost proiectate trei modificări principale pentru a transporta încărcături utile de diferite mase.

### Energia-M
Energia-M a fost o versiune mai mică a rachetei Energia, având o capacitate de încărcare utilă redusă de aproximativ 3 ori față de Energia, adică aproximativ 30-35 de tone în orbita joasă a Pământului.
În cazul Energia-M, numărul de blocuri laterale a fost redus de la 4 la 2, iar în blocul central a fost instalat un singur motor RD-0120 în loc de cele 4 motoare. A fost supus testelor extinse între 1989 și 1991, cu planuri inițiale pentru o lansare în 1994. Cu toate acestea, în 1993, Energia-M a pierdut o licitație pentru construirea unui nou lansator greu, fiind preferat lansatorul Angara (care a avut prima sa lansare la 9 iulie 2014).
O machetă în mărime naturală a rachetei Energia-M, cuprinzând toate părțile componente, a fost depozitată la cosmodromul Baikonur.

### Energia II (Uragan)
Energia II (cunoscut și sub numele de Uragan) a fost un proiect al rachetei Energia care a avut ca scop dezvoltarea unui sistem complet reutilizabil. Spre deosebire de varianta de bază a Energia, care era parțial reutilizabilă, designul Uragan a vizat reutilizarea tuturor elementelor sistemului Energia-Buran, adoptând un concept similar cu cel al navetelor spațiale.
În cadrul proiectului Uragan, unitatea centrală a rachetei Energia urma să reintre în atmosferă după lansare, să planeze în timpul coborârii și să aterizeze pe un aerodrom convențional, similar navetelor spațiale. Acest concept ar fi permis utilizarea repetată a unității centrale, reducând astfel costurile lansărilor spațiale.

### Vulcan (Hercules)
Vulcan (cunoscut și sub numele de Hercules) era o variantă extrem de grea a rachetei Energia, având o masă de lansare de aproximativ 4747 de tone. Această versiune folosea 8 blocuri laterale și blocul central Energia-M ca ultimă treaptă. Numele Vulcan a fost folosit în mod accidental, deoarece coincidea cu numele unei alte rachete grele sovietice care a fost anulată cu câțiva ani înainte. De asemenea, numele Hercules a fost asociat cu acest proiect, ceea ce a coincis cu numele de proiectare al lansatorului greu N-1.
Racheta Vulcan sau Hercules a fost proiectată pentru a lansa încărcături de până la 175-200 de tone pe orbita joasă a Pământului. Scopul acestei rachete colosale era de a facilita realizarea unor proiecte ambițioase precum colonizarea Lunii, construirea de orașe spațiale și zboruri cu echipaj uman spre Marte. Cu o capacitate atât de mare de încărcare utilă, Vulcan ar fi putut deschide noi perspective în explorarea spațiului și dezvoltarea activităților umane în afara Pământului.